# Conyza amboinica
Conyza amboinica là một loài thực vật có hoa trong họ Cúc. Loài này được Crantz mô tả khoa học đầu tiên năm 1766.